# Tetrastigma cambodianum
Tetrastigma cambodianum är en vinväxtart som beskrevs av Jean Baptiste Louis Pierre och François Gagnepain. Tetrastigma cambodianum ingår i släktet Tetrastigma och familjen vinväxter. Inga underarter finns listade i Catalogue of Life.